# Simon Waronker
Simon Waronker (1915 Los Angeles – 7. června 2005 Beverly Hills) byl americký houslista a hudební producent. Poté, co ve svých třinácti letech dokončil střední školu, získal stipendium ke studiu hudby ve Francii. Později se snažil rozjet hudební kariéru v Německu, ale jako Žid se musel koncem třicátých let vrátit zpět do USA. V letech 1939 až 1955 nahráváal hudbu pro filmovou společnost 20th Century Fox. V roce 1955 založil hudební vydavatelství Liberty Records. V roce 1963 společnost kvůli zdravotním problémům prodal. Jeho synem je producent Lenny Waronker.